# یولائوس
یولائوس (به یونانی: Ἰόλαος Iólaos)، در اساطیر یونان باستان از قهرمانان شهر تبای است. او اهل تب و فرزند ایفیکلس (برادر ناتنی هرکول) و آتومدوسا بود. او پس از مرگ هرکول، حامی هراکلیدای بود و در جنگ با ائوروستئوس، یاریشان داد و بنابر روایتی، بدست خود او را کشت.
شهرت یولائوس بخاطر نسبتش با هرکول و یاری رساندن به وی در گذراندن دوازده‌خوان هرکول است. او همچنین یکی از آرگونوت‌ها بود. نسب پادشاهان افسانه‌ای کورینتوس، از طریق لیپفیلن، دختر یولائوس، به او می‌رسد. بر طبق گفته‌های پوسانیاس، عاقبت یولائوس در ساردنی از دنیا رفت و همچنین بر طبق اشعار پیندار، او در آرامگاه پدربزرگش آمفیتروئون به خاک سپرده شد.
نام گونه‌ای پروانه از خانواده پرنیان‌بالان، برگرفته از نام یولائوس است.

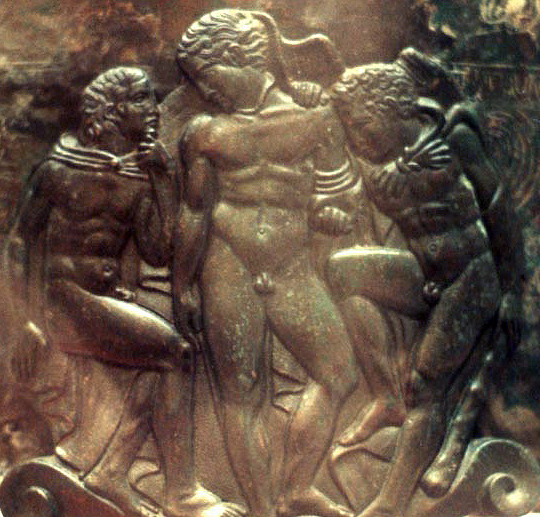
نقش برجسته‌ای از هرکول و یولائوس

## رابطه با هرکول
یولائوس، برادرزاده هرکول و ارابه‌ران و همراه او بود. بر طبق عقیده‌ای رایج، رابطه‌ای عاشقانه میان او و هرکول وجود داشت. زیارتگاه او در تب، پرستگاه زوج‌های همجنسگرا بود.
ژیمناسیوم (محل انجام تمرین‌های ورزشی در یونان باستان) شهر تب، که رویدادهای ورزشی، شامل ژیمناستیک و اسب‌سواری، هر ساله به افتخار او در تب برگزار می‌شد، بخاطر او یولایا نامگذاری شده بود. برندگان در یولایا، تاجی از نوعی گیاه گلدار به نام میرتل به سر می‌گذاشتند.
یولائوس نقش مهمی در گذراندن خان دوم از دوازده‌خوان هرکول، یعنی کشتن مار هیدرا داشت. هر سری از نه سر مار که توسط هرکول قطع می‌شد، دو سر به جای آن رشد می‌کرد. یولائوس که متوجه این مشکل شده بود، به کمک هرکول شتافت و با سوزاندن محل قطع سرهای مار، از رشد دوباره آن‌ها جلوگیری کرد.
هرکول، همسرش مگارا را که سی سال سن داشت، به یولائوس شانزده ساله داد زیرا دیدن مگارا، او را به یاد قتل فرزندانش می‌انداخت. آن دو صاحب دختری به نام لیپفیلن شدند.
بعد از مرگ هرکول، یولائوس آتش بزرگی به نشانه عزاداری برافروخت. برخی معتقدند فیلوکتتس یا پدرش، پویاس (که از آرگونوت‌ها و دوست هرکول بود)، این آتش را برافروختند.
دیودور سیسیلی معتقد است که هرکول، یولائوس و نُه تن از پسرانش را که حاصل ازدواج او و پنجاه دختر تسپیوس بودند، به ساردنی فرستاد که در آن جزیره، اقامت کنند. یولائوس پس از مرگ، در ساردنی به خاک سپرده شد.
سولینوس، مترجم اوایل قرن سوم میلادی، می‌گوید: "یولسی (که نامش را از یولائوس گرفته‌اند)، بخاطر آنکه یولائوس، ساردنی را از بیماری‌ها نجات داد، معبدی را در کنار مقبره او بنا نهاد."